# Сказочная Русь
«Ска́зочная Русь» — политический мультипликационный сериал от студии «Квартал-95» — проект Владимира Зеленского. До 2013 года являлся одной из рубрик пятничного шоу «Вечерний Киев», который выходил в телевизионный эфир Украины на канале «1+1», далее стал самостоятельным проектом.
Презентация состоялась 16 ноября 2012 года в рамках юмористического шоу «Вечерний Киев». Количество просмотров ролика через Интернет всего за пару дней превысило 100 тысяч.
Производством мультипликационного сериала занимается анимационная студия «МультКвартал». Для производства мультфильма была использована технология Motion Capture.

## Сюжет
Сюжет сериала описывает современные политические события на территории Украины, однако действие переносится в стародавние времена. Верховная Рада превратилась в Боярскую Раду, Президент Украины стал Царём Сказочной Руси и т. п. Газовый конфликт между Россией и Украиной преподносится как «воровство дров», со второго сезона газ метафорично называют квасом.
Герои «Сказочной Руси» представляют собой карикатурные версии украинских и зарубежных политиков, а также деятелей культуры.

## Персонажи
- Виктор І, бывший царь. Старец, принимающий кренделевую революцию.
- Виктор ІІ, царь всея Руси (с 4-го сезона — бывший). Открыл окно в Европу в подвале замка Юли. Решение Виктора Второго — резиденция. Сбегает вместе с Азировым из Руси.
- Киля Азиров (канцлер), в 4-м сезоне убегает вместе с Виктором. Говорит на ломаном языке.
- Пан Листвин — спикер Боярской рады (1 сезон). Страдает иллеизмом, то есть говорит о себе от третьего лица.
- Шустрый Савик (глашатай). С 2014—15 года вел свою программу Шустрый ЛИВ/СЛИЛ/ЛАЙВ в Руси.
- Мустафа Наел (фокстерьер глашатая, разжалованный князь), появлялся в 1-й, 2-й и 3-й сериях 1-го сезона, а в начале 4-й серии лопнул и больше не появлялся в сериале.
- Бугай Виталя — богатырь, боксёр. С 4-го сезона — соратник Тягнибыка. С 5-го сезона — мэр града Киева.
- Юлия Прехитрая — вице-канцлер при царе Викторе Первом. Бывшая узница башни.
- Сеня — кролик с обрезанным хвостом. С 4-го сезона — богатырь с косой. В 5-м — 7-м сезонах — канцлер. В 8-м сезоне — доверенное лицо Петра І.
- Олег Шляшко — чистильщик ульев Виктора Первого, владеет собственным дуплом — скорее всего, гей. Надулся и ушёл в 5-й серии, вернулся в 4-м сезоне. С 5-го сезона одет в костюм Супермена и летает на вилах под именем «СуперЛяш».
- Баба Наташа — королевская ведьма в модной избушке на ножках Буша.
- Остап Ступка — ступка бабы Наташи.
- Колобок — футбольный мяч. Появлялся лишь в серии «Мундиаль по Колобку-2012».
- Балда Шева — друг и мастер колобка. Говорит в основном «э-э» и «ну».
- Чудище — Монстр Выдачи Финансов, сокращённо МВФ, появлялся только в 3-й серии 1-го сезона (а точнее, его тень). Позже в этой же серии оказалось, что это был Олигархыч.
- Симоне́нин — добрый разбойник со звездой. Носит костюм Робина Гуда. Коммунист, владелец собственного мавзолея.
- Тягнибык — рыцарь, украинский националист. С 4-го сезона — рыцарь в футболке. Не любит коммунизм.
- Пани Фурион — строгая учительница. Педагог с 20-летним стажем, содержала пансион.
- Тася — муза царя Виктора II, регулярно прогуливает заседания боярской рады.
- Катерина Остряча — телеведущая. Ведёт шоу «Свинськє життя з Катериною Острячою».
- Петя Порох, он же Петя Шоколадная Фабрика — кондитер сказочной Руси, изготавливает шоколад («Шоколадных Фабрик Петя хранит в большом секрете то, что очень любят дети»). С 5-го сезона — новый царь Пётр I, одет в костюм одноимённого российского царя ( в жизни у них одинаковые имена и отчества ), пытается прорубить окно в Европу.
- Николай Волобуев — боксёр из Московии. В сериале не показан. Появился только в одной серии — «бой Кличка и Волобуева».
- Трёхглавый змей Олигархыч: «Как на картине, пан Ахметыч посредине, ну, а по бокам, причём, Коломоич с Фиртычом». Впервые появился в 2-й серии 2-го сезона.
- Князь Владимир — князь Московии.
- Медведь по кличке Бурый — ручной медведь и провокатор князя Владимира.
- Айран Настаканов — сумасшедший бармен. Постоянно матерится и учит всех, как что нужно делать. Делает наливку в адской корчме.
- Знахарь Комарович — главный доктор Сказочной Руси.
- Пан Рыбак — новый управляющий Боя́рской ра́дой.
- Луцык — картавый милиционер, бывший узник башни. В 5-м — 7-м сезонах — революционер Че Геюра, одет в костюм Че Гевары. С 8-го сезона — прокурор Руси.
- Геша Харьковский — сторож Юлиной башни, глава Харькова.
- Миша Харьковский — бывший градоначальник Харькова. Закадровый голос, постоянно сопровождающий Гешу.
- Лёня Чернокнижник — спасатель на берегу Мёртвого моря.
- Фемен — протестующие голые русалки. Появлялись лишь в 1-й серии 3-го сезона и несколько ранее[когда?].
- Елизавета II — королева Великобритании.
- Ангела Циркуль — канцлер Германии.
- Сарай Обама — шериф из-за океана, житель Бостона. Президент Америки до 8-го сезона.
- Александр Картошенко — президент Батькоруси.
- Картофан — сын Картошенко. Появлялся в трёх сериях. Упоминается еще в одной.
- Нестор Красавчик — мужик с накачанным прессом «8 кубиков», он сейчас[когда?] ищет квартиру.
- Зевс — просто бог. Появился лишь в одной серии (3 сезон 14 серия). Так же появлялся в скетче 2015 года «Вечная Драма Динамо».
- Шахерезада («Сказочницей богатой стала»). Появилась в 18-й серии 3-го сезона.
- Дон Корлеоне — представитель мафии Италии. Появился в 20-й серии 3-го сезона.
- Султан Сулейман — правитель Османской империи. Появлялся в двух сериях, где Юля была Султаншей.
- Граф Дракула — правитель Трансильвании. Появился в двух сериях.
- Сосед Сергеев — ректоровал[уточнить] Сказочную Русь. Появлялся в нескольких сериях.
- Паша Общак — близкий друг Юли, живёт в Америке. Появлялся лишь в одной-двух[уточнить] сериях.
- Леонид I (старец, первый царь).
- Леонид II (старец, второй царь).
- Захарий Беркут — главный полицейский.
- Граф Турчин — и. о. царя, позднее управляющий Боярской Рады.
- Кисель Киселёв — телеведущий, ведёт «Правдивые Двести» в Московии.
- Жирик — придворный шут Владимира.
- Дарт Вейдерович Звёздовойнукович — переодетый Виктор Бывший, кандидат в цари, прилетел из созвездия Малой Дмитрий Анатольевич Медведицы. Появлялся только в 16-й серии 4-го сезона и в заставке 6-го сезона.
- Хам Аксён — гоблин, крымский хан. Подчиняется Князю Владимиру.
- Ярош — цыган Правого сектора.
- Эвочка — переодетая баба Наташа.
- Михало Саагашвили — правитель Грузии и губернатор Одещины.
- Цариков — немного глуховатый царёк Недороссии. Ходит в рваном костюме и с перевязанной головой. Вместо предложений говорит «ЧТО».
- Игорь — главный князь.
- Нурсултан Назарбаев — казахский хан.
- Цезарь Палыч или прокурор Шпонка (бывший прокуратор) — живет на территории РФ. Друг Виктора Второго.
- Пореченков — актёр цирка.
- Святой Николай
- Пётр Матрёничев — переодетый Тягнибык.
- Вика Цыганкова — переодетая Юля.
- Трое из ларца — Финя, Пиня, Лёва.
- Василь Инопланетянович Марсианенко — житель Марса, министр здравоохранения и МВД, глава Нацбанка и канцлер. Работал врачом, директором, управляющим и футболистом одновременно. Появился во 2-й серии 6-го сезона.
- Арсен Фейсбуков — министр МВД. Постоянно сидит в Фейсбуке и ставит всем лайки. Детектив при Петре Первом. Может посадить за пост.
- Леголас — переодетый Шляшко.
- Александр Ефремыч
- Человек-Шкиряк
- Ольга Вермут
- Пан Парубий — глава Боярской рады.
- Щёкин — прокурор Руси.
- Майкл Мэдсен — давал интервью Савику Шустрому в 18-й серии 7-го сезона.
- Понтарева — глава НБУ.
- Губернатор Москаль (девиз: «Я — не москаль»). Постоянно использует маты в своей речи.
- Вова Гройсман — канцлер.
- Кристин Лагард — глава МВФ.
- Принцесса Дайана (принцесса Папуа — Новой Афигеи) — появляется в 8-й серии 8-го сезона.
- Дональд Трамп — мелькал в 15-й серии 8-го сезона; имя в мультсериале неизвестно.

### Упоминающиеся персонажи
- Нестор Шифрич (летописец) — упоминается.
- Милевский (футболист) — упоминается.
- Блохин (футболист) — упоминается.
- Константинов (дворник хана Аксена) — упоминается.
- Михаил Задорнов — упоминается в 17-й серии 6-го сезона.
- Губарев (деверь Путина) — упоминается в 30-й серии 6-го сезона.
- Плотницкий (золовка Путина) — упоминается в 30-й серии 6-го сезона.
- Пушилин (шурин Путина) — упоминается в 30-й серии 6-го сезона.

## Награды и номинации
| Год       | Премия     | Категория                                              | Итог      |              |
| --------- | ---------- | ------------------------------------------------------ | --------- | ------------ |
| 2013      | Телетриумф | Продюсер (продюсерская группа) телевизионной программы | Победа    | [ 6 ]        |
| 2014-2015 | Телетриумф | Телевизионный ситком (скетчком)                        | Победа    | [ 8 ]        |
| 2016      | Телетриумф | Телевизионный ситком (скетчком)                        | Номинация | [ 9 ] [ 10 ] |

## Критика
В 2012 году изображение журналиста Мустафы Найема, ведущего журналистские расследования в образе фокстерьера, повысило рейтинг телеканала «1+1» и вызвало неоднозначную реакцию СМИ, несмотря на попытки Владимира Зеленского оправдаться.
С момента премьеры мультсериала в СМИ неоднократно звучала критика в адрес его создателей. Некоторые издания отмечают, что в то время как шутки в адрес царя и представителей ПР напоминают «тупые стрелы» либо добрый домашний юмор, всех остальных героев жёстко высмеивают. Так, в мультсериале Виктор II (суровый царь в «тренировочном фраке» — спортивном костюме) предстаёт добродушным правителем, которому хочется лишь порядка. Его канцлеру достаётся только за манеру разговаривать на эксклюзивном языке.